# Heloeciidae
De Heloeciidae is een monotypische familie van de superfamilie Ocypodoidea uit de infraorde krabben (Brachyura).

## Systematiek
De Heloeciidae omvatten slechts één geslacht:
- Heloecius  Dana, 1851